# Alois Knäbel
Alois Knäbel (* 29. August 1902 in Stollhofen; † 25. Juli 1965 in Ludwigshafen) war ein deutsches Waffen-SS-Mitglied, zuletzt im Rang eines Sturmbannführers, und Kriegsverbrecher.

## Leben
Alois Knäbel wuchs in einem deutschnationalen Elternhaus auf. Die Eltern arbeiteten als Bauern. Bereits mit 16 Jahren meldete er sich am 2. März 1919 freiwillig zum Freikorps von Generalmajor Georg Maercker. Dieses bestand vor allem aus ehemaligen Soldaten seiner 214. Infanterie-Division, aber auch aus Freiwilligen wie Alois Knäbel. Das Freikorps engagierte sich im Straßenkampf gegen Arbeiter- und Soldatenräte sowie gegen kommunistische Gruppen während des Spartakusaufstands. Knäbel nahm an Kämpfen in Mitteldeutschland teil. Als das Freikorps aufgelöst wurde, verpflichtete sich Knäbel für zwölf Jahre in der Reichswehr und gehörte einem Infanterieregiment an. 1931 wurde als Feldwebel entlassen und fand eine Anstellung in der Stadtverwaltung von Zerbst. 1933 begann er bei der AOK seinen Vorbereitungsdienst.
Zum 1. April 1933 trat er der NSDAP (Mitgliedsnummer 1.632.314) und im selben Jahr der SS bei (SS-Nummer 141.043). 1936 übernahm er die kommissarische Leitung eines SS-Sturmbannes in Braunschweig. 1939 wurde er zur Wehrmacht einberufen und war von 1939 bis Januar 1941 als Stabsfeldwebel eingesetzt. Zu Beginn des Angriffes auf die Sowjetunion wurde er zur Waffen-SS versetzt, wo er als Stabsscharführer diente. In Kiew wurde er zum Untersturmführer ernannt. Als Zugführer stand er der 8. Kompanie des 8. Regiments der 1. SS-Infanterie-Brigade vor. Zwischen 1941 und 1942 kämpfte er in der Region um Minsk und Zwiahel. Neben den Kampfhandlungen war er auch an sogenannten „Säuberungsaktionen“ beteiligt, ein Euphemismus für die Hinrichtung von Juden und anderen von den Nationalsozialisten als minderwertig angesehenen Personen. Er beteiligte sich an Massenerschießungen von Juden in Zwiahel. Dabei zeigte er sich laut Zeugenaussagen von Mittätern besonders kaltblütig.
Später wurde er auch in Frankreich eingesetzt, wo er an weiteren Kriegsverbrechen beteiligt war. Am 8. Mai 1945 geriet er in amerikanische Kriegsgefangenschaft. Die Amerikaner überstellten ihn am 27. Februar 1947 der französischen Gerichtsbarkeit. Am 8. Dezember 1952 musste er sich vor einem französischen Militärgericht in Lyon wegen folgender Taten verantworten:
- 21. Juli 1944: Verwüstung und Plünderung eines Bauernhofs, Mord an drei Widerstandskämpfern in der Nähe von Saint-Nicolas-des-Biefs
- August 1944: Freiheitsberaubung und Folter an drei Männern in Mayet de Montagne
- 17. bis 25. August 1944: Verhaftung und Folter von drei Brüdern, die er in der Résistance vermutete, einer der Brüder verstarb an den durch ihn zugefügten Verletzungen
- ca. 26. August 1944: Auftraggeber der Ermordung von Paul Castel in Varennes
- 26. August 1944: Knäbel und seine Kompanie beteiligten sich an der Ermordung von fünf französischen Polizisten und einer deutschen Person, die aufgegriffen, gefoltert und ermordet wurden. Um dies zu vertuschen, wurde das Schloss Chateau de l’orme-Billy gesprengt, wohin die Gefangenen verbracht wurden
- zwischen 31. August und 4. September 1944: Ermordung von 12 Männern in Saint Yan, eigenhändige Ermordung eines Mannes, sieben Plünderungen unter seinem Kommando und Inbrandsetzung von sechs bewohnten Häusern[5]

Für diese Verbrechen, die er vehement bestritt, wurde Knäbel am 8. Dezember 1952 zum Tode verurteilt. Am 18. Februar 1955 wurde das Urteil in lebenslange Zwangsarbeit umgewandelt. Das Urteil wurde wiederum am 12. Juni 1956 auf 15 Jahre reduziert. Nach weiteren Kürzungen wurde er schließlich nach zwölf Jahren Gefangenschaft im April 1962 freigelassen.
Er kehrte zurück nach Deutschland und ließ sich zusammen mit seiner Ehefrau und ihren drei Kindern in Mutterstadt nieder. Er arbeitete dort als kaufmännischer Angestellter. Am 12. März 1965 erließ das Amtsgericht Ludwigshafen Haftbefehl gegen Alois Knäbel. Ursächlich dafür waren seine Taten während des Russlandfeldzuges. Bevor es jedoch zum Prozess kommen konnte, erhängte sich Alois Knäbel in seiner Zelle im Gerichtsgefängnis von Ludwigshafen.